# Yin Shan

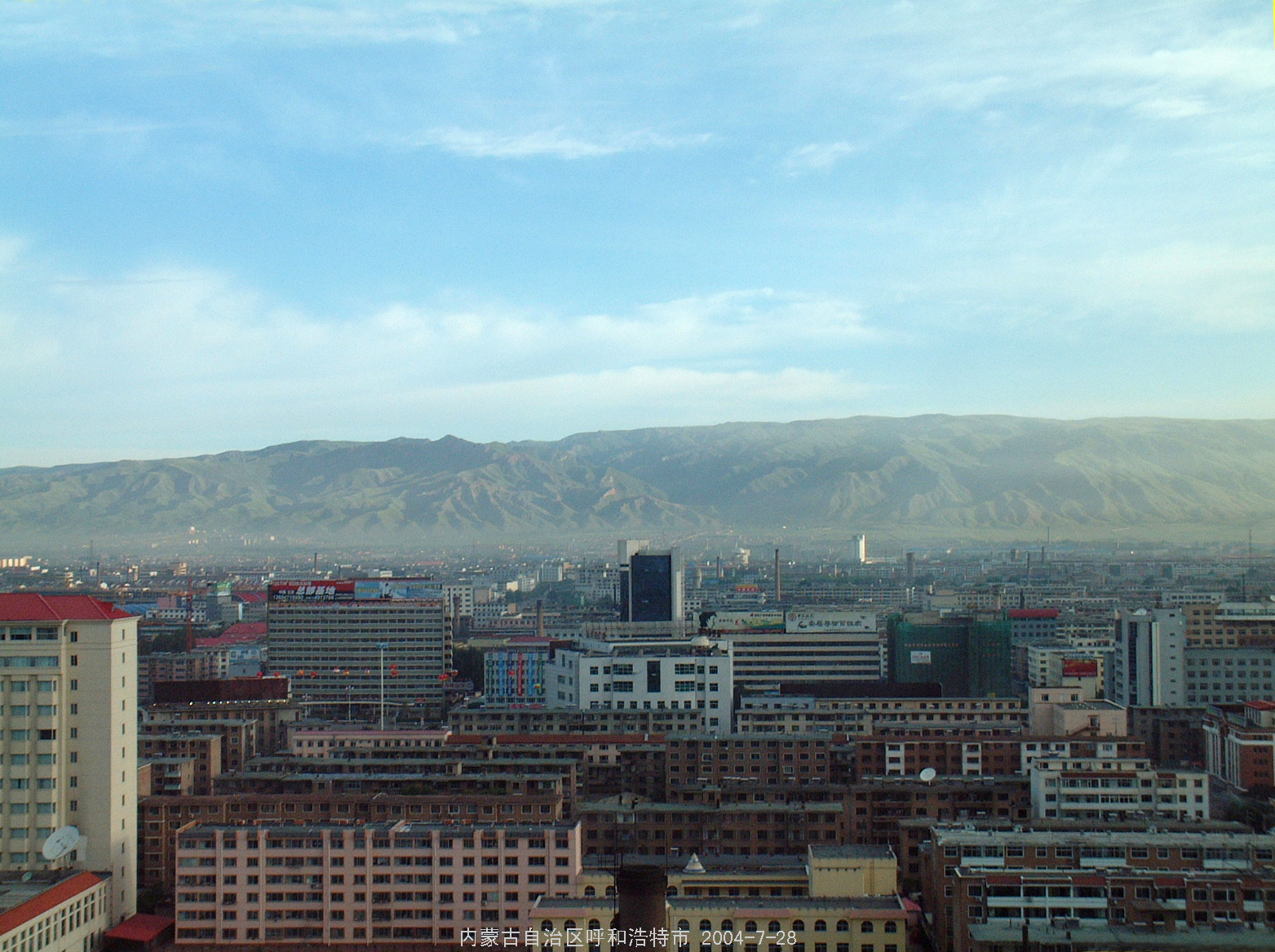
Yin Shan, Hohhot.

Das Yinshan-Gebirge, Yinshan oder Yin Shan (chinesisch 阴山,  Yin Shan, oder 阴山山脉,  Yinshan shanmai) ist ein ca. 1200 Kilometer langes in Ostwest-Richtung verlaufendes Gebirge in der Mitte des Plateaus der Inneren Mongolei im Autonomen Gebiet Innere Mongolei und im Norden der Provinz Hebei in der Volksrepublik China.
Es besteht im Westen aus dem Langshan-Gebirge 狼山 und dem Wula-Gebirge 乌拉山, in der Mitte aus dem Daqing-Gebirge 大青山 und Huitengliang-Gebirge 灰腾梁山, im Süden aus dem Liangcheng-Gebirge 凉城山 und Huashan-Gebirge 桦山 und im Osten aus dem Damaqun-Gebirge 大马群山. In seinem Norden liegt das Plateau der Inneren Mongolei, im Süden die schmale, fruchtbare Hetao-Ebene.
Das Gebirge bildet die Wasserscheide zwischen den ins Meer mündenden Flüssen und dem abflusslosen Gebiet. In der Qin- und Han-Zeit wurde ein Teil der Großen Mauer entlang des Yinshan-Gebirges gebaut.
Die Felsbilder des Yinshan-Gebirges (Yin Shan yanhua) im Vorderen Urad-Banner und weiteren Gebieten stehen seit 2006 auf der Liste der Denkmäler der Volksrepublik China (6-818).